# Jühnde
Jühnde er en by og kommune i det centrale Tyskland, beliggende under Landkreis Göttingen, i den sydlige del af delstaten Niedersachsen. Kommunen er beliggende omkring 13 km sydvest for Göttingen og 13 km nordøst for Hann. Münden, ved foden af Hohen Hagen. Kommunen, med landsbyerne Jühnde og Barlissen, har godt 1.000 indbyggere, og er en del af amtet samtgemeinde Dransfeld.
Jühnde er den første såkaldte "bioenergilandsby" i Tyskland. Siden efteråret 2005, har byens el og varmeforsyning været baseret på et biogasanlæg der drives af affald og gylle fra de lokale landbrug .